# Keyshawn Davis
Keyshawn Davis (* 28. Februar 1999 in Norfolk, Virginia, USA) ist ein US-amerikanischer Boxer und aktueller WBO-Weltmeister im Leichtgewicht. Bei den Amateuren war er unter anderem Vizeweltmeister 2019 und Silbermedaillengewinner der Olympischen Spiele 2020.

## Amateurkarriere
Keyshawn Davis begann 2008 mit dem Boxsport. 2017 und 2018 wurde er US-Meister und gewann zusätzlich die National Golden Gloves 2017.
Bei den Panamerikanischen Spielen 2019 in Lima unterlag er erst im Finale gegen Andy Cruz Gómez und gewann damit die Silbermedaille. Er war damit auch für die Weltmeisterschaften 2019 in Jekaterinburg nominiert. Dort wurde er mit Siegen gegen Elnur Abduraimov, Michael Alexander, Sofiane Oumiha und Howhannes Batschkow, sowie einer erneuten Finalniederlage gegen Andy Cruz Gómez Vize-Weltmeister.
Bei den 2021 in Tokio ausgetragenen Olympischen Spielen besiegte er Enrico Lacruz, Sofiane Oumiha, Gabil Mamedow und Howhannes Batschkow, ehe er im Finalkampf erneut gegen Andy Cruz Gómez unterlag und die Silbermedaille erkämpfte.

## Profikarriere
Davis gewann sein Profidebüt am 27. Februar 2021 in Miami. Er steht beim Promoter Matchroom von Eddie Hearn unter Vertrag. Am 10. Dezember 2022 wurde er mit einem Sieg gegen Juan Burgos (35-6) WBO-Intercontinental-Champion im Leichtgewicht und verteidigte den Titel im April 2023 gegen Anthony Yigit (26-2). Am 22. Juli 2023 siegte er einstimmig gegen Francesco Patera (28-3).
Am 14. Oktober 2023 gewann er im texanischen Rosenberg nach Punkten gegen Nahir Albright (16-2). Da jedoch in seiner am selben Tag abgegebenen Dopingprobe Spuren von Marihuana nachgewiesen werden konnten, dessen Anbau, Verkauf und Besitz in Texas illegal ist, wurde das Kampfergebnis vom Texas Department of Licensing and Regulation (TDLR) in ein wertungsloses Urteil abgeändert. Zudem wurde Davis mit einer 90-tägigen Wettkampfsperre belegt.
Seinen nächsten Kampf gewann er am 8. Februar 2024 durch TKO gegen José Pedraza (29-5). Bis Jahresende folgten Siege gegen Miguel Madueno (31-2) und Gustavo Lemos (29-1).
Am 14. Februar 2025 gewann er im Madison Square Garden von New York City durch Knockout in der vierten Runde gegen den Ukrainer Denys Berintschyk (19-0) den WBO-Weltmeistertitel im Leichtgewicht.